# 奇想的小品

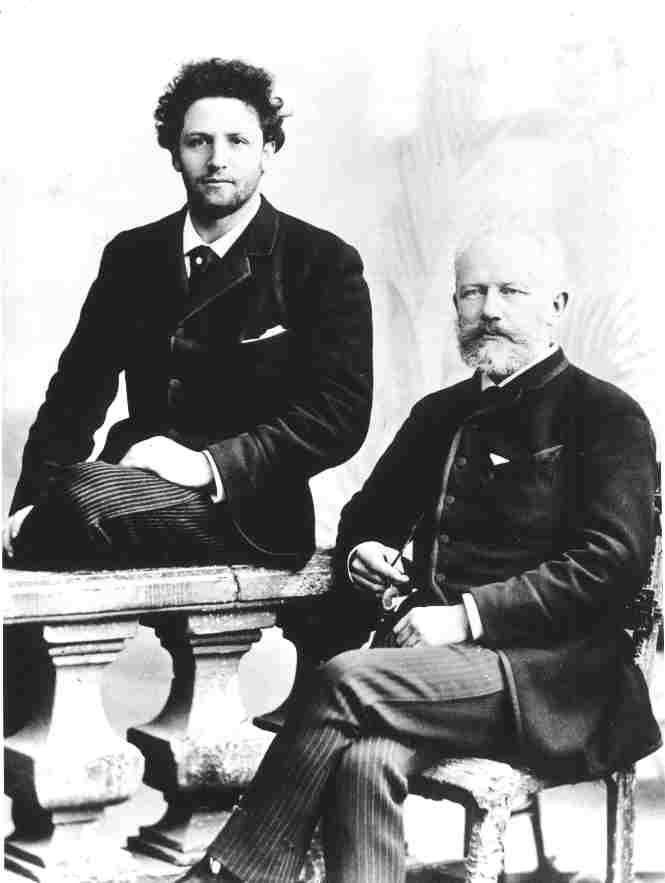
チャイコフスキー（右）と本作の献呈を受けたアナトーリー・ブランドゥコーフ

『奇想的小品』（Pezzo capriccioso） 作品62は、ピョートル・チャイコフスキーが1887年の8月に1週間で書き上げたチェロと管弦楽のための作品。表題とは裏腹に、本作の調性は交響曲第6番と同じ物憂いロ短調である。気楽という意味で奇想的であるわけではなく、チャイコフスキーが単純な主題を様々な角度から奇想を凝らして扱ったという意味合いの名称である。急速なパッセージや長調への転調があるにもかかわらず、チャイコフスキーは基本となる律動と落ち着いた雰囲気で楽曲を貫いた。

## 概要
曲の平静さはチャイコフスキーが友人のニコライ・コンドラーチェフ（1832年-1887年）に悩まされた結果である。コンドラーチェフは梅毒末期の苦悶の中にいた。彼の家族はやや寛解したところで彼をドイツのアーヘンに連れて行き、同地のミネラルウォーターが彼の命を少なくとも数か月ながらえてくれることを願った。しかし、反対にコンドラーチェフの病状は悪化していった。加えて彼は非常に気まぐれで、癇癪もち、加えて要求の多い患者となっており、これが既に極度に内気であったチャイコフスキーの気力を奪った。友人たちに会うためのパリへの旅はちょっとした骨休めとなったが、その友人の中にチェリストのアナトーリー・ブランドゥコーフがいた。
これらの苦しみの全てはチャイコフスキーが作曲していた音楽へも注ぎ込まれた。彼は8月25日にブランドゥコーフへ宛ててこう書き送っている。「ちょっとしたチェロの作品を書きましたので、目を通してチェロパートの仕上げをして頂ければと思います。」2日後にピアノ譜作りに着手し、8月31日にはオーケストレーションを開始している。ちなみに、上記のコンドラチェーフは同年10月3日にアーヘンで亡くなっている。
初演はピアノ伴奏の形でチャイコフスキーがパリ訪問中の1888年2月28日（ユリウス暦 2月16日）にM.P.ベナルダキー（Benardaky）の自宅で行われた。チェロはブランドゥコーフ、ピアノは作曲者自身が演奏した。管弦楽伴奏版の初演は1889年11月25日、モスクワでロシア音楽協会の特別演奏会において行われた。チェロはブランドゥコーフ、タクトを握ったのは作曲者であった。
楽譜は1888年にユルゲンソンから出版された。オーケストラパート譜が1月、ピアノ伴奏譜が3月の刊行であった。総譜の出版は遅れることとなったが、これはチャイコフスキーが手稿譜を携えたまま国外へ出ており、1888年5月6日になるまでユルゲンソンへ返さなかったことが原因である。総譜の初版が世に出たのは同年7月となった。曲はブランドゥコーフへと献呈された。

## 演奏時間
約7分。

## 楽器編成
独奏チェロ、フルート2、オーボエ2、クラリネット2（A）、ファゴット2、ホルン4（F）、ティンパニ、弦五部。

## 楽曲構成
アンダンテ・コン・モート、ロ短調、2/4拍子。独奏チェロがフォルテッシモで序奏を弾きはじめる。これが静まると、独奏チェロによる主題が提示される（譜例1）。
譜例1
3連符による走句をところどころに織り込みながら進行する。中間部は軽快な譜例2が支配する。
譜例2
やがて物憂い譜例1が回帰して歌われていく。最後に再び32分音符の急速な動きとなり、次第にクレッシェンドして強奏で結ばれる。

## 関連文献
- ed. Abraham, Gerald, Music of Tchaikovsky (New York: W.W. Norton & Company, 1946)
- Brown, David, Tchaikovsky: The Final Years (New York: W. W. Norton & Company, 1992)
- Hanson, Lawrence and Elisabeth, Tchaikovsky: The Man Behind the Music (New York: Dodd, Mead & Company)
- Poznansky, Alexander Tchaikovsky: The Quest for the Inner Man (New York: Schirmer Books, 1991),
- Poznansky, Alexander. Tchaikovsky Through Others' Eyes (Bloomington: Indiana University Press, 1999)
- Warrack, John, Tchaikovsky Symphonies and Concertos (Seattle: University of Washington Press, 1969)